# Palmview South
Palmview South es un lugar designado por el censo ubicado en el condado de Hidalgo en el estado estadounidense de Texas. En el Censo de 2010 tenía una población de 5.575 habitantes y una densidad poblacional de 813,5 personas por km².

## Geografía
Palmview South se encuentra ubicado en las coordenadas 26°12′59″N 98°22′35″O / 26.21639, -98.37639. Según la Oficina del Censo de los Estados Unidos, Palmview South tiene una superficie total de 6.85 km², de la cual 6.78 km² corresponden a tierra firme y (1.13%) 0.08 km² es agua.

## Demografía
Según el censo de 2010, había 5.575 personas residiendo en Palmview South. La densidad de población era de 813,5 hab./km². De los 5.575 habitantes, Palmview South estaba compuesto por el 98.89% blancos, el 0.02% eran afroamericanos, el 0.07% eran amerindios, el 0.09% eran asiáticos, el 0% eran isleños del Pacífico, el 0.59% eran de otras razas y el 0.34% pertenecían a dos o más razas. Del total de la población el 83.96% eran hispanos o latinos de cualquier raza.

## Educación
El Distrito Escolar Independiente de La Joya sirve al lugar.
Escuelas que sirven a la ciudad:
- Primarias: Enrique Camarena, Jose de Escandon, Guillermo Flores, y Leo James Leo[8]
- Secundarias: C. Chavez y Irene Garcia[9]
- Preparatorias: La Joya y Palmview[10]